# 中古愛爾蘭語
中古愛爾蘭語（Gaoidhealg）是歷史語言學家對西元10世紀到16世紀，與中古英語同時期的愛爾蘭語的稱呼。現在的蓋爾亞支語言，如愛爾蘭語、蘇格蘭蓋爾語，以及曼島語，全都演變自中古愛爾蘭語。
其中有一種文體的中古愛爾蘭語，一直到17世紀的愛爾蘭以及18世紀的蘇格蘭都還有人使用，SIL國際出版的語言目錄《民族語》將這種純用於書寫的語言命名為「愛爾蘭蘇格蘭蓋爾語」（ISO/DIS 639-3 語言代碼為 ghc）。

## 延伸閱讀
- MacManus, Damian. . Ériu. 1983, 34: 21–71.
- McCone, Kim. . Ériu. 1978, 29: 26–38.
- McCone, Kim. . Ériu. 1981, 31: 29–44.
- McCone, Kim. . : 7–53. 1996.
- McCone, Kim. . Maynooth Medieval Irish Texts 3. Maynooth. 2005.

- Dictionary of the Irish Language

1. ↑  . www.uni-due.de.   [2019-04-27]. （原始内容存档于2018-08-26）.